# Az Amerikai Egyesült Államok javasolt világörökségi helyszínei
Az Amerikai Egyesült Államok területéről eddig huszonhat helyszín került fel a világörökségi listára, tizenhét helyszín a javaslati listán várakozik a felvételre.
| Név                                      | Kép | Típus      | Kritérium        | Év   | Link |
| ---------------------------------------- | --- | ---------- | ---------------- | ---- | ---- |
| A polgárjogi mozgalom emlékhelyei        |     | kulturális | VI               | 2008 | 5241 |
| A daytoni repüléstörténeti emlékhelyek   |     | kulturális | II               | 2008 | 5242 |
| Mount Vernon                             |     | kulturális | IV               | 2008 | 5245 |
| Nagy Kígyó-halom                         |     | kulturális | I, III, IV       | 2008 | 5248 |
| Okefenokee Nemzeti Vadvédelmi Rezervátum |     | természeti | VIII, IX, X      | 2008 | 5252 |
| Petrified Forest Nemzeti Park            |     | természeti | VII, VIII        | 2008 | 5253 |
| Thomas Jefferson épületei                |     | kulturális | I, IV, VI        | 2008 | 5244 |
| White Sands Nemzeti Emlékhely            |     | vegyes     | VII, VIII, IX, X | 2008 | 5254 |
| Csendes-óceáni szigetek védett övezetei  |     | természeti | VII, VIII, X     | 2017 | 6236 |
| Amerikai Szamoa védett tengeri élőhelyei |     | természeti | VII, IX, X       | 2017 | 6239 |
| Big Bend Nemzeti Park                    |     | természeti | VIII, X          | 2017 | 6241 |
| Brooklyn híd                             |     | kulturális | II, IV           | 2017 | 6232 |
| Central Park                             |     | kulturális | II, IV           | 2017 | 6234 |
| Chicago korai felhőkarcolói              |     | kulturális | I, IV            | 2017 | 6235 |
| Ellis-sziget                             |     | kulturális | IV               | 2017 | 6233 |
| Kaliforniai áramlatok védett területei   |     | természeti | VII, VIII, IX, X | 2017 | 6237 |
| Mariana-árok védett övezet               |     | természeti | VIII, IX, X      | 2017 | 6238 |

## Elhelyezkedésük
Az Amerikai Egyesült Államok javasolt világörökségi helyszínei